# クリスティン・マグナソン
クリスティン・マグナソン（英: Christine Magnuson、1985年10月17日 - ）は、アメリカ合衆国の競泳選手。

## 経歴
イリノイ州ティンリーパーク生まれ。地元のヴィクター・J・アンドリュー高校とテネシー大学に通った。
2008年の北京オリンピックに出場し、100mバタフライ決勝でオーストラリアのリスベス・トリケットに次ぐ銀メダルを獲得した。トリケットはこのときオセアニア記録を更新した が、マグナソンも準決勝でアメリカ記録を更新した。4×100mメドレーでもオーストラリアチームに次ぎ銀を獲得した。
ローマで開かれた2009年世界水泳選手権にも出場したが、100mバタフライでは準決勝で10位に終わり、決勝に進出できなかった。4×100m自由形リレーでは第三泳者として出場したが、チームは総合4位だった。